# Sara Kolak
Sara Kolak (* 22. Juni 1995 in Ludbreg) ist eine kroatische Leichtathletin, die sich auf den Speerwurf spezialisiert hat und in dieser Disziplin 2016 Olympiasiegerin wurde.

## Sportliche Laufbahn
Erste internationale Erfahrungen sammelte Sara Kolak 2012 bei den Juniorenweltmeisterschaften in Barcelona, bei denen sie aber mit einer Weite von 48,15 m in der Qualifikation ausschied. 2013 stellte sie bei den Junioreneuropameisterschaften in Rieti mit nur 18 Jahren einen neuen Landesrekord von 57,79 m auf und gewann damit die Bronzemedaille. Auch bei den Juniorenweltmeisterschaften 2014 in Eugene gewann sie mit 55,74 m die Bronzemedaille und nahm auch erstmals an den Europameisterschaften in Zürich teil, bei denen sie aber mit 52,51 m in der Qualifikation ausschied.
Nachdem sie verletzungsbedingt die Saison 2015 verpasst hatte, eröffnete Kolak das Olympiajahr 2016 mit einem Wettkampf in Slowenien, bei dem sie als erste Kroatin überhaupt die 60-Meter-Marke übertroff. Im Laufe des Jahres verbesserte Kolak den kroatischen Landesrekord noch vier weitere Male und erreichte die von der IAAF geforderte Olympianorm von 62 Metern. Bei den Europameisterschaften Anfang Juli in Amsterdam gewann sie mit einem Wurf auf 63,50 m die Bronzemedaille hinter der Weißrussin Tazzjana Chaladowitsch und Linda Stahl aus Deutschland. Im August startete sie bei den Olympischen Spielen in Rio de Janeiro als Außenseiterin, konnte sich jedoch erneut auf diesmal 66,18 m steigern und gewann somit neben Sandra Perković die zweite Leichtathletik-Goldmedaille für Kroatien bei diesen spielen. 2017 nahm sie an den U23-Europameisterschaften im polnischen Bydgoszcz teil und wurde dort ihrer Favoritenrolle gerecht und siegte mit einem Wurf auf 65,12 m. Bei den Weltmeisterschaften in London gelangte sie bis in das Finale und musste sich dort mit 64,95 m mit Platz vier begnügen.
Nachdem sie 2018 verletzungsbedingt erneut keine Wettkämpfe bestreiten konnte, kehrte Kolak im Juni 2019 mit gewohnt starken Leistungen zurück und erreichte bei den Weltmeisterschaften in Doha das Finale, in dem sie mit 62,28 m auf Rang sieben gelangte. 2021 nahm sie erneut an den Olympischen Sommerspielen in Tokio teil und schied dort ohne einen gültigen Versuch in der Qualifikationsrunde aus. Im Jahr darauf siegte sie mit 62,62 m beim Gouden Spike und brachte anschließend bei den Weltmeisterschaften in Eugene in der Vorrunde erneut keinen gültigen Versuch zustande. Daraufhin verpasste sie auch bei den Europameisterschaften in München mit 57,31 m den Finaleinzug. 2023 wurde sie bei der 2. Liga der Team-Europameisterschaft im Zuge der Europaspiele in Chorzów mit 59,62 m Dritte und im August schied sie bei den Weltmeisterschaften in Budapest mit 55,89 m in der Qualifikationsrunde aus. Im Jahr darauf wurde sie bei den Europameisterschaften in Rom mit 55,90 m Elfte und gelangte dann bei den Olympischen Sommerspielen in Paris mit 63,40 m im Finale auf Rang vier.
In den Jahren von 2012 bis 2014 sowie 2016, 2022 und 2023 wurde Kolak kroatische Meisterin im Speerwurf.